# Megaselia alloterga
Megaselia alloterga är en tvåvingeart som beskrevs av Borgmeier 1967. Megaselia alloterga ingår i släktet Megaselia och familjen puckelflugor. Inga underarter finns listade i Catalogue of Life.